# Craig Skinner
Craig Skinner é um engenheiro britânico que atualmente é o projetista-chefe da equipe de Fórmula 1 da Red Bull Racing.

## Carreira
Skinner depois de se formar na Universidade de Glásgua em 2002, com mestrado em engenharia aeronáutica, o aspirante a engenheiro de Fórmula 1 esperou por oportunidades disponíveis. Enquanto isso, ele começou a trabalhar no esporte de um ângulo diferente, com Skinner passando a atuar numa área de enorme crescimento na época, a dinâmica de fluidos computacional (CFD, em sua sigla em inglês). Ele assumiu uma posição como engenheiro de CFD em uma empresa fornecedores de simulação, a ANSYS Fluent, que fornecia para várias equipes de Fórmula 1, sendo um dos parceiros técnicos da equipe Red Bull Racing.
Posteriormente, Skinner acabou se tornando um engenheiro de suporte técnico para as equipes da Red Bull, da Williams e da Jordan. Foi por meio dessa conexão que ele ingressou na Red Bull Racing em 2006 como engenheiro de CFD no departamento de aerodinâmica. Ao longo de sua carreira na Red Bull, após ocupar vários cargos, ele se tornou chefe de aerodinâmica em janeiro de 2018, e projetista-chefe em abril de 2022. Com ele assumindo a responsabilidade de liderar o design office, e o departamento de P&D, seu trabalho em aerodinâmica e simulação tem sido muito útil para garantir que ele, juntamente com Enrico Balbo e Ben Waterhouse, entregasse o melhor carro de corrida possível para a equipe austríaca.